# Чрнец Бишкупечки
Чрнец Бишкупечки је насељено место у саставу града Вараждина у Вараждинској жупанији, Хрватска. До територијалне реорганизације у Хрватској налазио се у саставу старе општине Вараждин.

## Становништво
На попису становништва 2011. године, Чрнец Бишкупечки је имао 696 становника.

## Попис1991.
На попису становништва 1991. године, насељено место Чрнец Бишкупечки је имало 613 становника, следећег националног састава:
| Попис 1991.‍  | Попис 1991.‍  | Попис 1991.‍ | Попис 1991.‍ | Попис 1991.‍ |
| ------------ | ------------ | ----------- | ----------- | ----------- |
|              |              |             |             |             |
| Хрвати       | Хрвати       |             | 606         | 98,85%      |
| Мађари       | Мађари       |             | 1           | 0,16%       |
| Словаци      | Словаци      |             | 1           | 0,16%       |
| Срби         | Срби         |             | 1           | 0,16%       |
| неопредељени | неопредељени |             | 2           | 0,32%       |
| непознато    | непознато    |             | 2           | 0,32%       |
| укупно: 613  |              |             |             |             |